# Bohušovice nad Ohří
Bohušovice nad Ohří (en allemand : Baushowitz an der Eger, littéralement en français : « le hameau de Dieu sur l’Orget ») est une ville du district de Litoměřice, dans la région d'Ústí nad Labem, en Tchéquie. Sa population s'élevait à 2 486 habitants en 2021.

## Géographie
Bohušovice nad Ohří est située sur la rive gauche de la rivière Ohře, immédiatement au sud de Terezín — tristement célèbre pour son camp de concentration nazi —, à 6 km au sud-sud-est de Litoměřice, à 20 km au sud-est d'Ústí nad Labem et à 52 km au nord-ouest de Prague.
La commune est limitée par Terezín et Travčice au nord, par Oleško et Hrobce à l'est, par Dolánky nad Ohří et Brňany au sud et par Keblice à l'ouest.

## Histoire
Les premiers écrits faisant référence à Bohušovice nad Ohří remontent à 1057. La ville fut certainement fondée par une tribu tchèque au Xe siècle. Le site devait déjà être occupé par des peuplades, germaniques ou autres.
Rattachée à l'évêché de Litoměřice, à partir de 1301, elle ne reçut le statut de ville qu'en 1850, dans le cadre de l'empire d'Autriche.
L'ouverture de la liaison ferroviaire Prague – Dresde, en 1850, fut d'une grande importance économique pour la ville.

## Administration
La commune se compose de deux quartiers :
- Bohušovice nad Ohří
- Hrdly

## Économie
L'économie de Bohušovice repose sur l'agriculture en raison de la qualité des terres de la région, qui est surnommée le « grenier de la Bohême ».

## Galerie

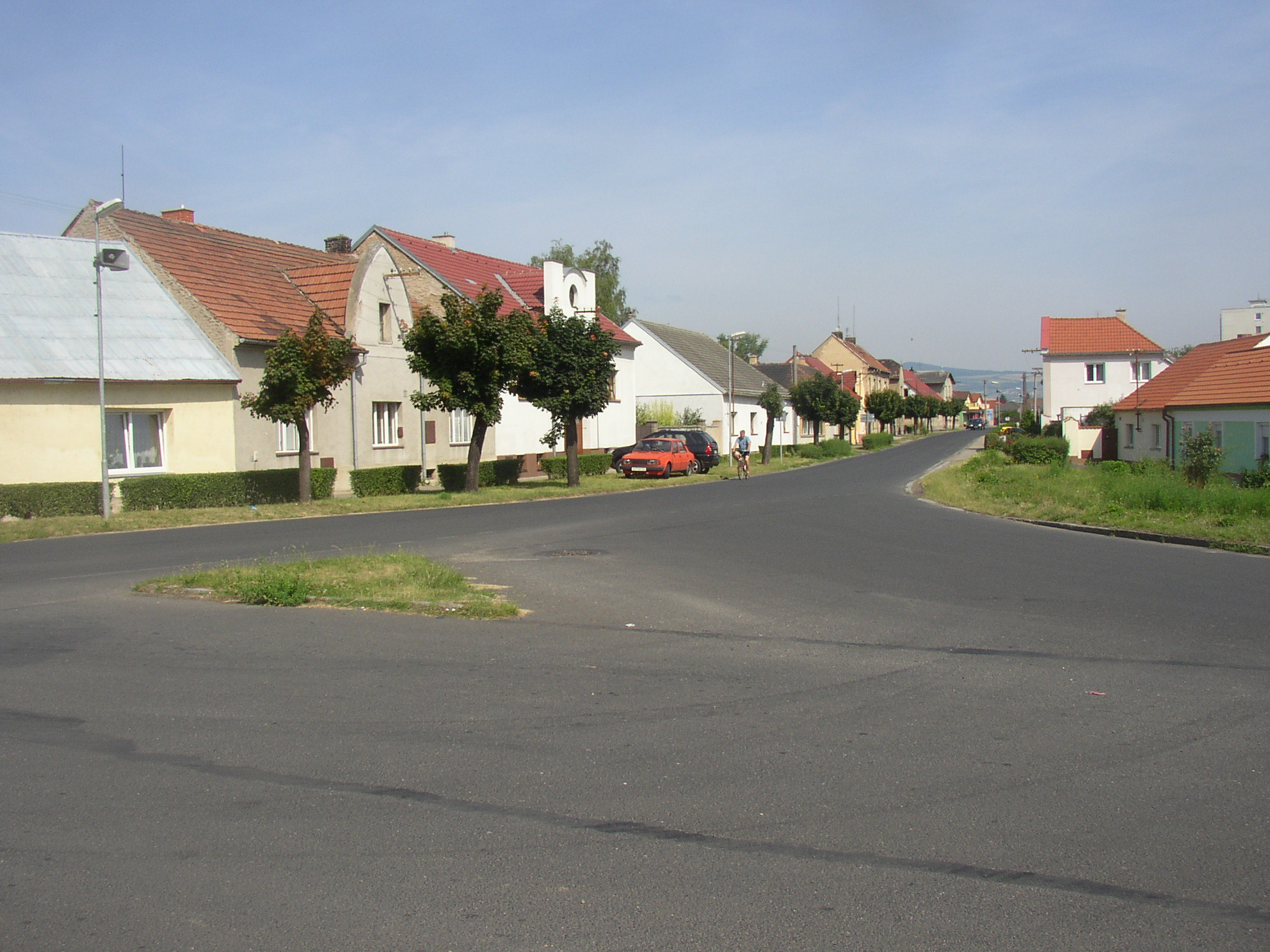
Rue Masaryk.
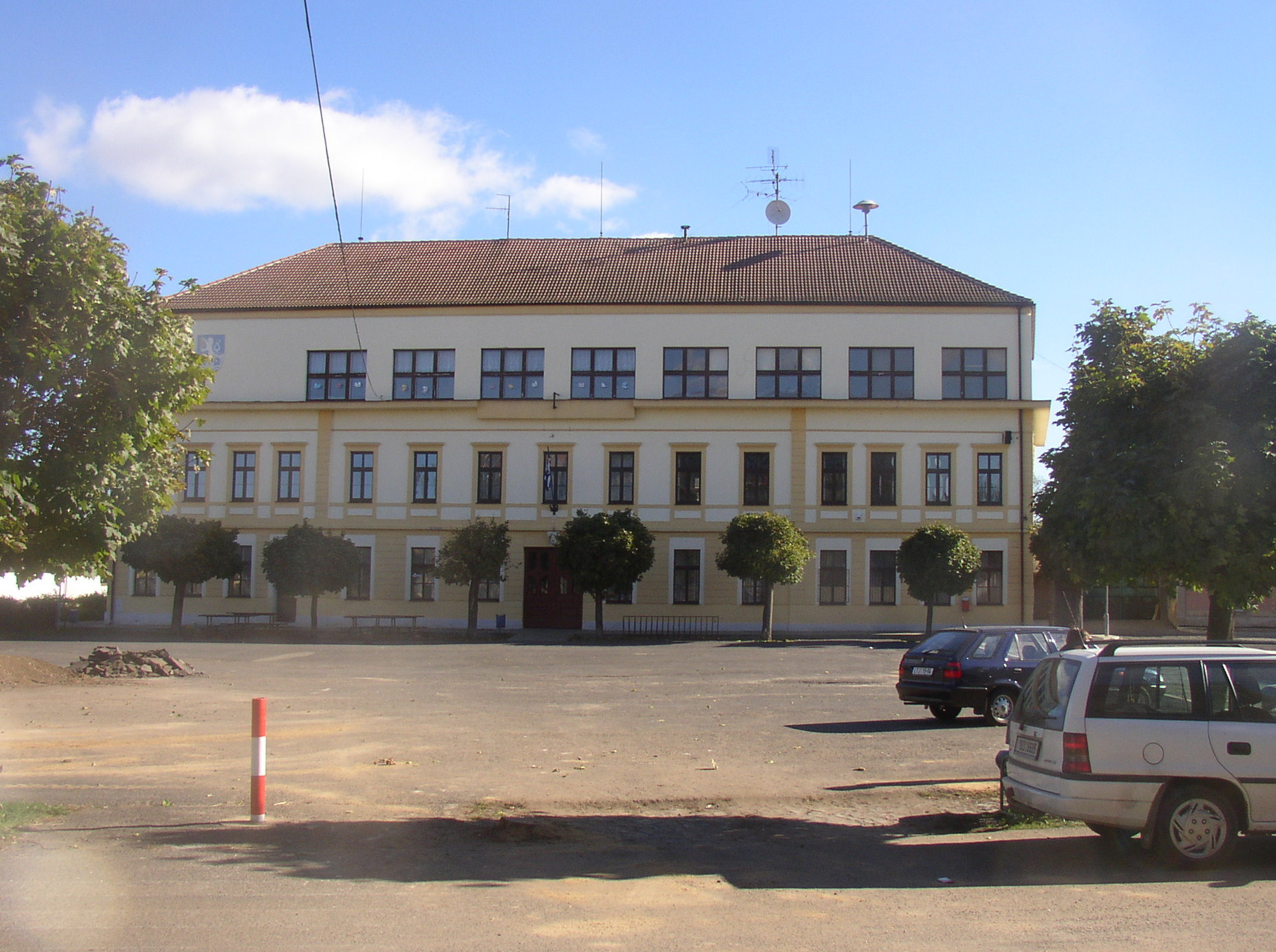
Hôtel de ville.
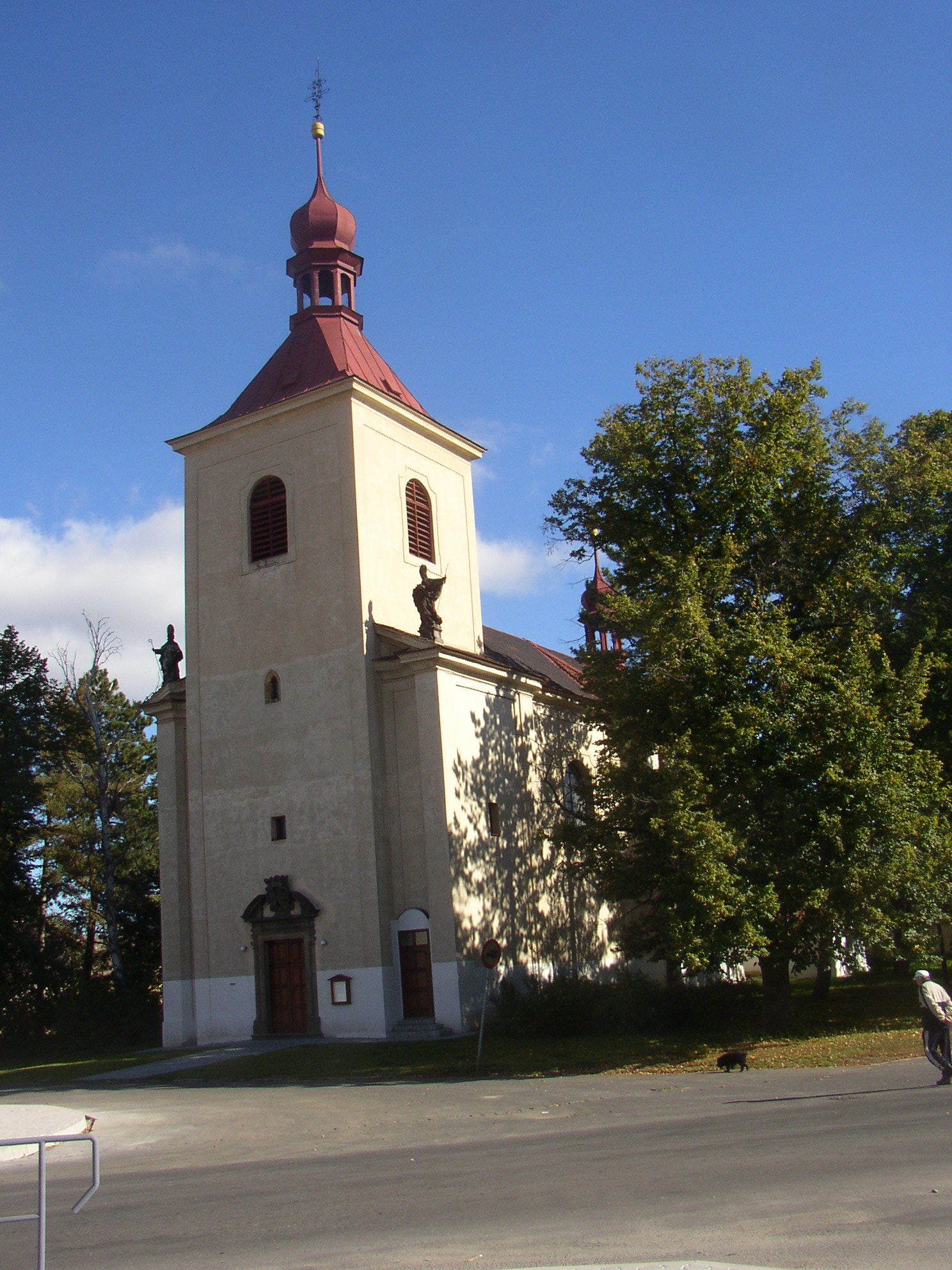
Église Saints-Procope-et-Nicolas
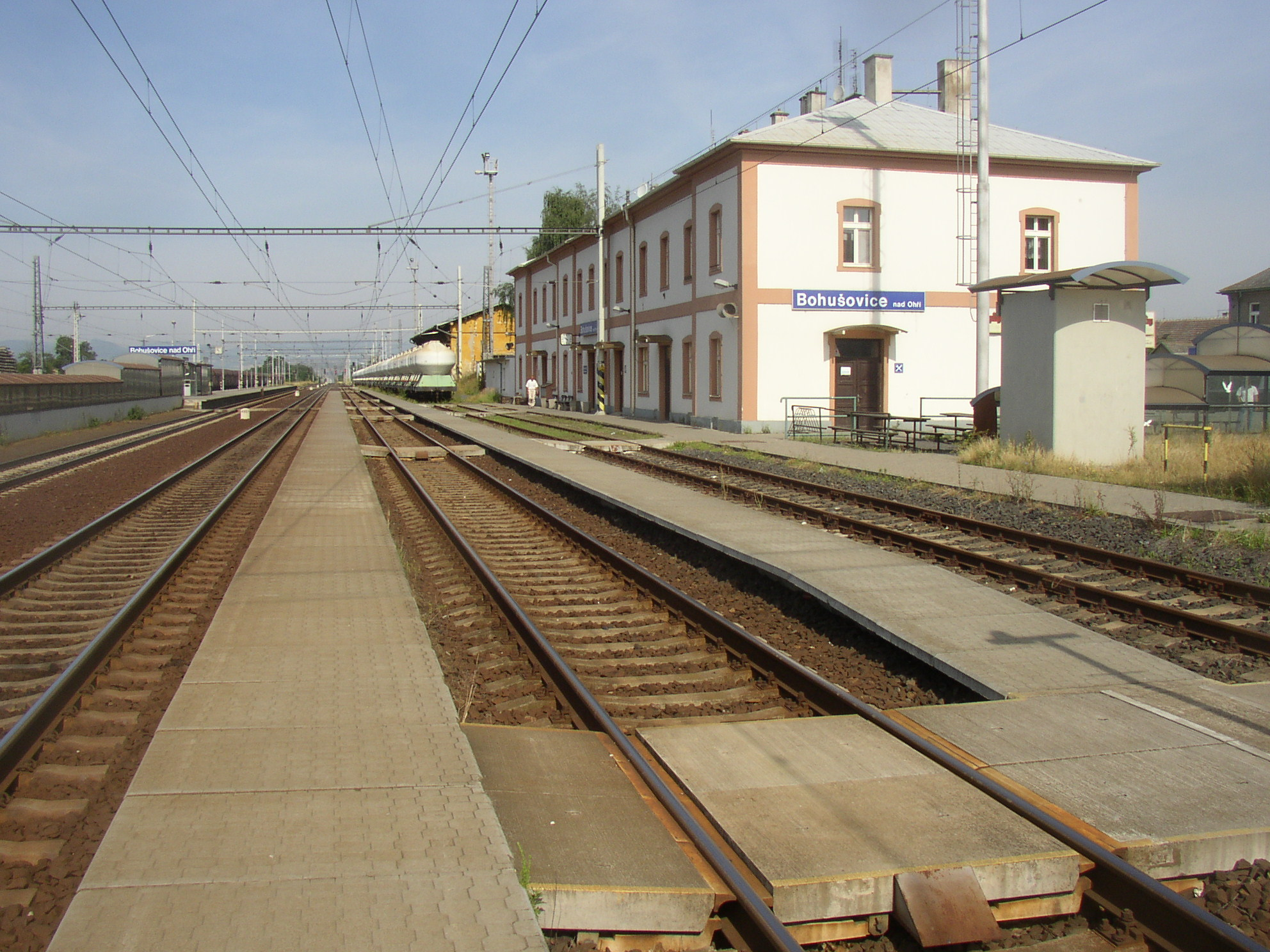
Gare ferroviaire.
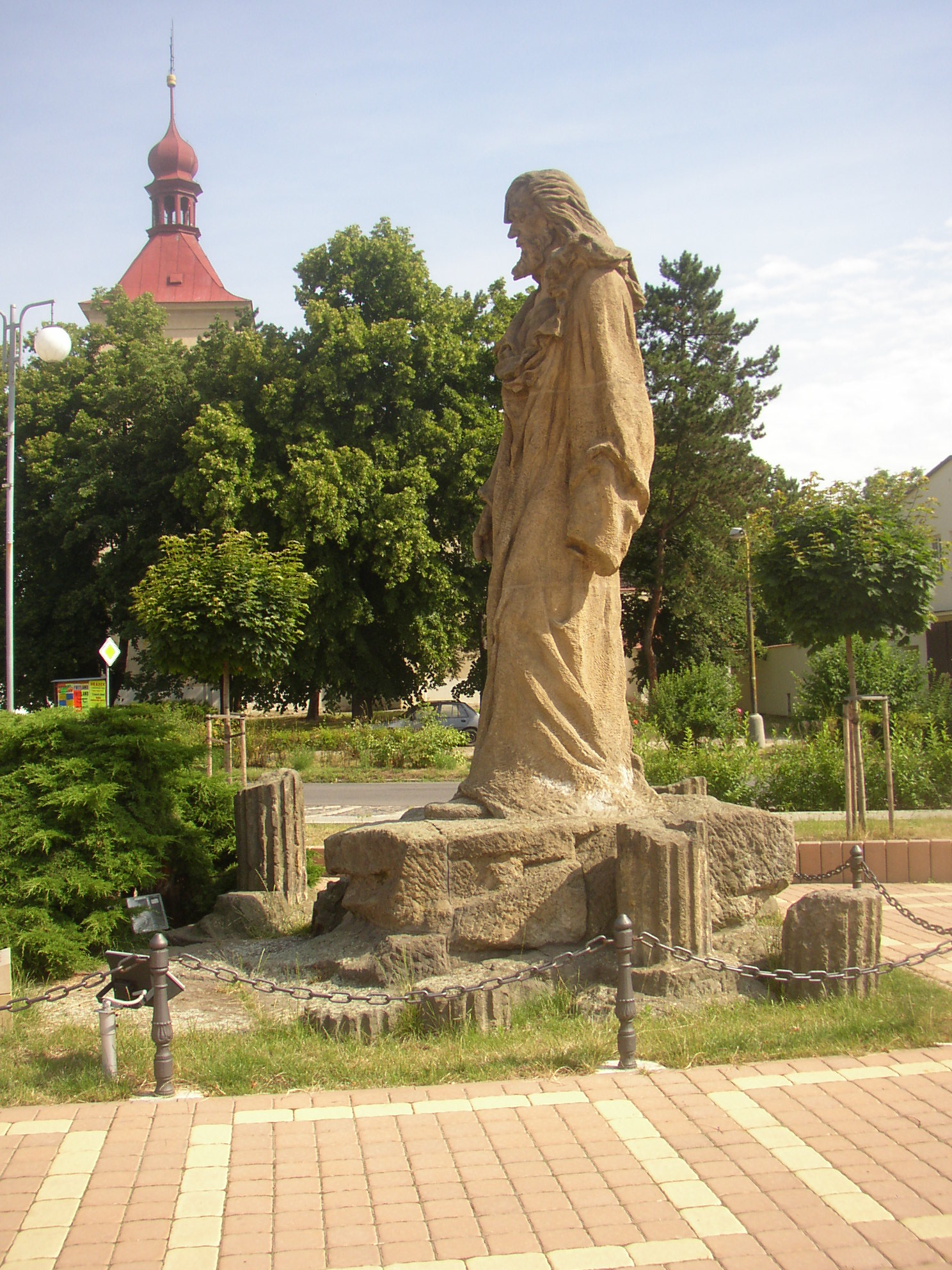
Monument de Jan Hus (1911, par le sculpteur Ladislav Beneš).

## Transports
Par la route, Bohušovice nad Ohří se trouve à 6 km de Litoměřice, à 25 km d'Ústí nad Labem et à 59 km de Prague.